# Ochyrocera ransfordi
Ochyrocera ransfordi is een spinnensoort uit de familie Ochyroceratidae. De soort komt voor in Samoa.